# Jianghan
Jianghan, även romaniserat Kianghanlu, är ett stadsdistrikt i Wuhan i Hubei-provinsen i centrala Kina.
Jianghan utgör en del av den tidigare fördragshamnen Hankou, som slogs samman de två andra städer för att bilda Wuhan 1953. 